# 阿馬杜·卡里姆·蓋伊
阿馬杜·卡里姆·蓋伊（1913年11月8日—2000年10月2日）是来自圣路易的一位医生和政治家。并于1968至1972年间担任塞内加尔外交部长。